# Kendall (Waszyngton)
Kendall – jednostka osadnicza w Stanach Zjednoczonych, w stanie Waszyngton, w hrabstwie Whatcom.